# Casbia adoxa
Casbia adoxa là một loài bướm đêm trong họ Geometridae.